# Rivière Pichoui Ouest
Rivière Pichoui Ouest är ett vattendrag i Kanada.   Det ligger i provinsen Québec, i den sydöstra delen av landet, 300 km norr om huvudstaden Ottawa. Rivière Pichoui Ouest ligger vid sjön Lac Ayer.
I omgivningarna runt Rivière Pichoui Ouest växer i huvudsak blandskog. Trakten runt Rivière Pichoui Ouest är nära nog obefolkad, med mindre än två invånare per kvadratkilometer.